# Kailua (Havaí)
Kailua é uma Região censo-designada localizada no estado americano do Havaí, no Condado de Honolulu.

## Geografia
De acordo com o United States Census Bureau, a localidade tem uma área de 27 km², dos quais 20 km² estão cobertos por terra e 7 km² por água.

### Localidades na vizinhança
O diagrama seguinte representa as localidades num raio de 8 km ao redor de Kailua.

## Demografia
Segundo o censo nacional de 2010, a sua população é de 38 635 habitantes e sua densidade populacional é de 1 922,30 hab/km². É a quarta localidade mais populosa do estado. Possui 13 650 residências, que resulta em uma densidade de 679,16 residências/km².